# Stereomyrmex horni
Stereomyrmex horni is een mierensoort uit de onderfamilie van de Myrmicinae. De wetenschappelijke naam van de soort is voor het eerst geldig gepubliceerd in 1901 door Carlo Emery.